# Loïe Fuller
Loïe Fuller, nome d'arte di Marie Louise Fuller (Fullersburg, 22 gennaio 1862 – Parigi, 2 gennaio 1928), è stata una danzatrice e attrice teatrale statunitense.
Pur non avendo mai studiato danza fu, con Isadora Duncan e Ruth St. Denis, una delle pioniere della danza moderna americana, artefice di una nuova idea di danza, basata sugli effetti combinati del movimento del corpo con stoffe e luci colorate.
Scritturata dal 1892 alle Folies Bergère, riscosse enorme successo e fu immediatamente ricercata e ritratta dagli artisti dell'epoca, tra i quali Henri de Toulouse-Lautrec. Il suo nome venne spesso ricordato come Loïe Fuller o, più semplicemente, La Loïe (secondo il modo di scrivere il suo nome in francese): in origine il suo nome d'arte fu Louie, gioco di parole fra l'abbreviazione del suo nome e il termine "l'ouïe", espressione che in francese indica l'udito, ma in seguito acquisì il suo soprannome più famoso per corruzione dell'espressione medievale francese "l'oïe", precorritrice di "l'ouïe", che indicava ricettività e comprensione.

## Biografia
Si formò già in tenera età come attrice teatrale e danzatrice in spettacoli folkloristici, vaudeville, circhi, burlesque e teatro di varietà, ricavando da queste esperienze il gusto per la teatralità immediata, il movimento repentino e veloce oltre che l'arte dell'improvvisazione. Le sue molteplici esperienze nei diversi generi teatrali percorsero un lasso temporale ravvisabile tra il 1865 ed il 1891. Dal 1892 la Fuller si esercitò anche come manager, autrice teatrale e coreografa a Parigi, Londra e New York; fu proprio grazie al suo intervento che Isadora Duncan poté organizzare alcune sue tournée in Europa.

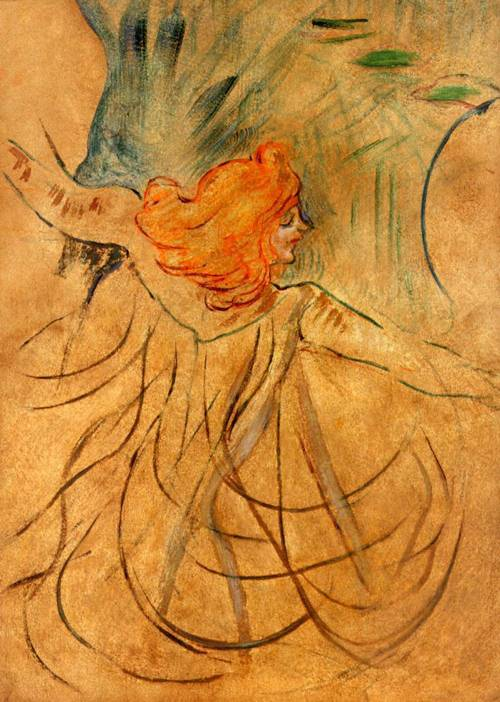
Loïe Fuller vista da Toulouse-Lautrec

Loïe Fuller protagonista alle Folies-Bergère in una locandina dell'epoca

Fisicamente non molto alta, ma aggraziata e di bell'aspetto, fortemente miope, Loïe Fuller non si definì mai una danzatrice nel senso stretto della parola: non aveva mai studiato danza, ma riteneva il movimento corporeo una necessità imperativa per l'espressione teatrale.
Debitrice delle nozioni di illuminotecnica ricevute indirettamente dalla frequentazione dei palcoscenici dei più svariati generi teatrali, la Fuller si rese conto che il dinamismo del movimento era prodotto non tanto dal solo movimento del corpo, ma dell'abbinamento di questo con le stoffe, la luce, il colore, il suono: fu così che nacquero assoli e coreografie di forte impatto visivo, che videro la danzatrice liberarsi dei costumi classici del balletto a favore di lunghe tuniche in seta colorata, che con il loro roteare producevano effetti innovativi rispetto alla tradizione ballettistica e della messinscena. Era lei stessa a creare le luci dei suoi spettacoli. Celebre, tra le altre, la sua danza serpentina (Serpentine Dance, 1891), con la quale è divenuta famosa.
Le innovazioni della Fuller sono quindi da ricercarsi nel aver creato una nuova forma di spettacolo basato sul movimento del corpo in relazione al costume e all'illuminotecnica. Precorse e influenzò l'art nouveau, rimanendone influenzata a sua volta, con continui richiami al floreale e al virtuosismo cromatico, sempre presente nelle sue esibizioni, tra l'altro molto apprezzate dai simbolisti e dal loro mentore Stéphane Mallarmé. Una notevole influenza esercitò su René Clair, a cominciare da Le Fantôme du Moulin-Rouge, e riguardo alla tecnica cinematografica e riguardo all'andamento di balletto che hanno tutti i film del regista francese, soprattutto considerando il genere che la Fuller affrontò nel 1920 nel suo Le Lys de la vie e che vedeva l'attor giovane René Clair interpretare un bel principe 
Nel 1908 ha aperto una sua scuola di danza a Parigi. Apertamente omosessuale, non ha mai fatto uno scandalo del suo orientamento, ma non lo teneva nascosto alle sue allieve, con le quali sovente ha avuto rapporti che andavano al di là di quello professionale. La relazione più duratura è stata però quella con Gab Sorère, nome d'arte della scenografa e regista Gabrielle Bloch, insieme alla quale ha trascorso gli ultimi trent'anni della vita. È morta di broncopolmonite il 2 gennaio 1928 a Parigi, città a lei molto cara. Anni prima le era stato asportato un seno a causa di un tumore, provocato quasi certamente dalle forti dosi di radiazioni ionizzanti dovute all'utilizzo di ali di farfalla al radium, che rendevano fluorescenti i suoi spettacoli. Le sue ceneri sono tumulate nel cimitero di Père-Lachaise.

## Opere
- Loie Fuller, Fifteen Years of a Dancer's Life, 1913.